# Masakazu Washida
Masakazu Washida (jap. 鷲田 雅一, Washida Masakazu; * 15. November 1978 in der Präfektur Fukui) ist ein ehemaliger japanischer Fußballspieler.

## Karriere
Washida erlernte das Fußballspielen in der Schulmannschaft der Maruoka High School. Seinen ersten Vertrag unterschrieb er 1997 bei den JEF United Ichihara. Der Verein spielte in der höchsten Liga des Landes, der J1 League. 1999 wechselte er zum Zweitligisten Montedio Yamagata. Für den Verein absolvierte er 161 Spiele. 2004 wechselte er zum Erstligisten JEF United Ichihara. 2005 wechselte er zum Zweitligisten Kyoto Purple Sanga. 2005 wurde er mit dem Verein Meister der J2 League und stieg in die J1 League auf. Für den Verein absolvierte er 18 Spiele. 2007 wechselte er zum Zweitligisten Montedio Yamagata. Für den Verein absolvierte er 21 Spiele. Danach spielte er bei den Tochigi SC (2008), FC Ryukyu (2009–2010) und SC Sagamihara (2010). Ende 2010 beendete er seine Karriere als Fußballspieler.

## Erfolge
JEF United Ichihara
- J.League Cup

Finalist: 1998